# Liste von Bergen und Erhebungen in Island

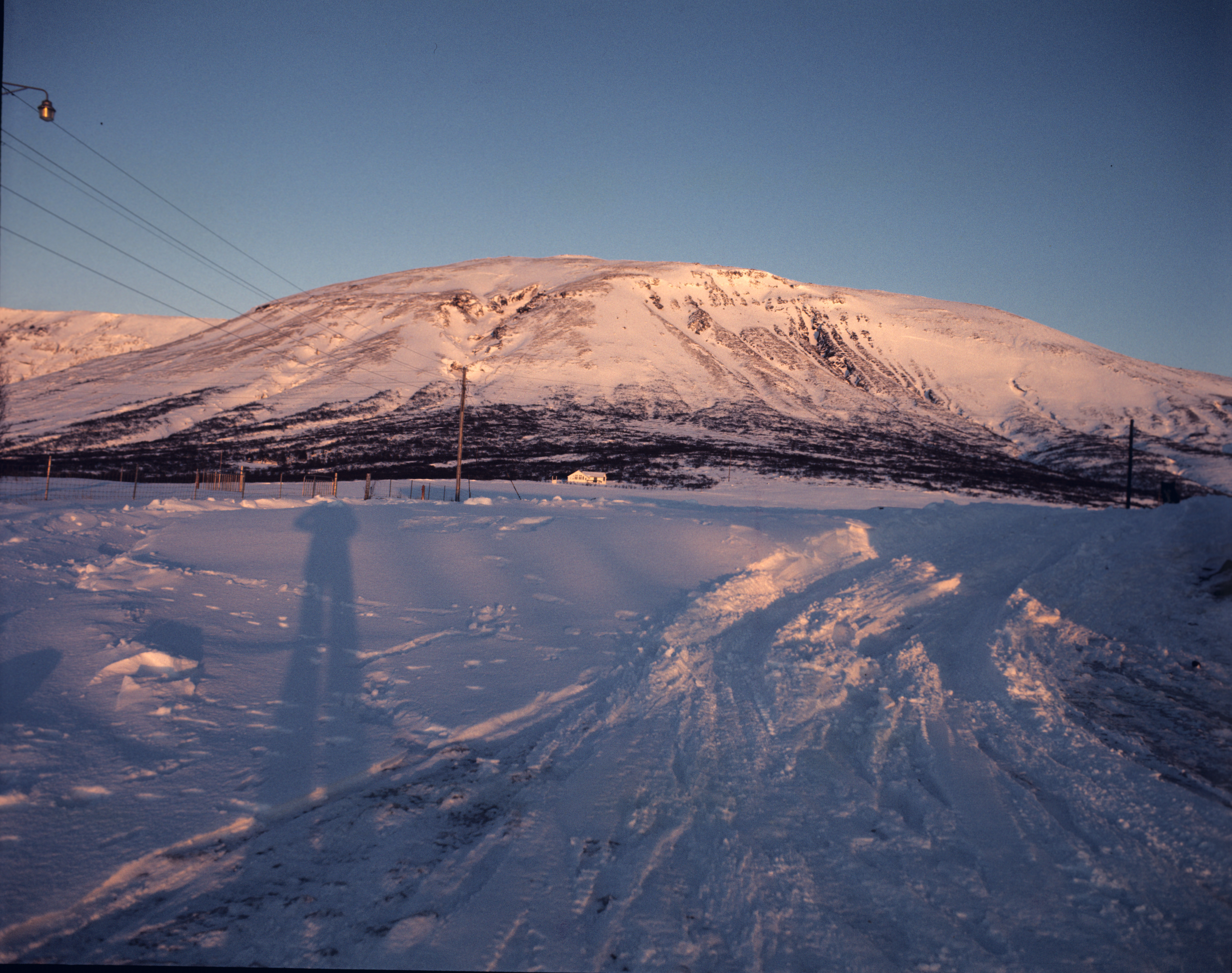
Laugarvatnsfjall in Südisland

Hier ist eine Auflistung bedeutender Berge und Erhebungen in Island. Alle isländischen Berge sind vulkanischen Ursprungs.
| Name des Berges                       | Höhe in m | Gebirgsmassiv            | Landesteil              | Bild |
| ------------------------------------- | --------- | ------------------------ | ----------------------- | ---- |
| Hvannadalshnúkur                      | 2110      | Öræfajökull              | Südisland               |      |
| Bárðarbunga                           | 2009      | Bárðarbunga, Vatnajökull | Isländisches Hochland   |      |
| Austur-Kverkfjöll                     | 1929      | Kverkfjöll               | Isländisches Hochland   |      |
| Rótarfjallshnúkur                     | 1848      | Öræfajökull              | Südostisland            |      |
| Snæfell                               | 1833      |                          | Isländisches Hochland   |      |
| Hofsjökull                            | 1765      | Hofsjökull               | Isländisches Hochland   |      |
| Hrútfjallstindur                      | 1756      | Svínafellsjökull         | Südostisland            |      |
| Grímsvötn, Vatnajökull                | 1720      | Grímsvötn                | Isländisches Hochland   |      |
| Herðubreið                            | 1684      |                          | Isländisches Hochland   |      |
| Eiríksjökull                          | 1675      |                          | Isländisches Hochland   |      |
| Eyjafjallajökull                      | 1666      |                          | Südisland               |      |
| Syðri-Hásteinar                       | 1628      | Hofsjökull               | Isländisches Hochland   |      |
| Grendill                              | 1564      | Vatnajökull              | Ostisland               |      |
| Þverártindsegg                        | 1554      | Vatnajökull              | Südostisland            |      |
| Kerling                               | 1538      |                          | Nordisland              |      |
| Tungnafellsjökull                     | 1539      |                          | Isländisches Hochland   |      |
| Esja, Esjufjöll                       | 1522      | Esjufjöll                | Südisland               |      |
| Tindfjallajökull                      | 1492      | Tindfjallajökull         | Südisland               |      |
| Hekla                                 | 1491      |                          | Südisland               |      |
| Snækollur                             | 1488      | Kerlingarfjöll           | Isländisches Hochland   |      |
| Breiðabunga, Vatnajökull              | 1482      | Breiðabunga, Vatnajökull | Isländisches Hochland   |      |
| Miklafell í Hofsjökli                 | 1468      | Hofsjökull               | Isländisches Hochland   |      |
| Ýmir                                  | 1462      | Tindfjallajökull         | Südisland               |      |
| Trölladyngja                          | 1459      |                          | Isländisches Hochland   |      |
| Snæfellsjökull                        | 1446      |                          | Snæfellsnes             |      |
| Miðfellstindur                        | 1430      | Miðfell (Skaftafell)     | Südostisland            |      |
| Loðmundur                             | 1429      | Kerlingarfjöll           | Isländisches Hochland   |      |
| Dýjafjallshnjúkur                     | 1421      |                          | Nordisland              |      |
| Jökulborg                             | 1421      |                          | Nordisland              |      |
| Hrútfell                              | 1396      |                          | Isländisches Hochland   |      |
| Geitlandsjökull                       | 1390      | Langjökull               | Westisland              |      |
| Vörðufell, Nordisland                 | 1356      |                          | Nordisland              |      |
| Kambur, Fnjóskadalur                  | 1356      |                          | Nordisland              |      |
| Langjökull                            | 1355      |                          | Isländisches Hochland   |      |
| Birnudalstindur                       | 1326      | Esjufjöll                | Südostisland            |      |
| Sauðhamarstindur                      | 1319      |                          | Lónsöræfi, Ostisland    |      |
| Jökulgilstindar                       | 1313      |                          | Ostisland               |      |
| Katla                                 | 1300      | Mýrdalsjökull            | Südisland               |      |
| Lyngbrekkutindur                      | 1300      | Esjufjöll                | Südostisland            |      |
| Rimar                                 | 1288      |                          | Nordisland              |      |
| Syðri-Háganga                         | 1284      | Hágöngur                 | Isländisches Hochland   |      |
| Þumall                                | 1279      | Miðfell (Skaftafell)     | Südisland               |      |
| Háskerðingur                          | 1278      | Torfajökull              | Isländisches Hochland   |      |
| Kerlingar                             | 1270      | Tungnaárjökull           | Isländisches Hochland   |      |
| Grasgiljatindur                       | 1267      |                          | Ostisland               |      |
| Sýlingarhnúkur                        | 1261      |                          | Nordisland              |      |
| Smjörfjöll                            | 1251      |                          | Nordisland              |      |
| Hólabyrða                             | 1244      |                          | Nordisland              |      |
| Torfufell                             | 1241      |                          | Nordisland              |      |
| Skriðufell                            | 1235      | Langjökull               | Isländisches Hochland   |      |
| Skúmhöttur                            | 1229      |                          | Ostisland               |      |
| Bláfjall, Mývatn                      | 1222      |                          | Nordisland              |      |
| Prestahnúkur                          | 1220      | Prestahnúkur             | Isländisches Hochland   |      |
| Súlur                                 | 1213      | Kerling                  | Nordisland              |      |
| Rauðufossafjöll                       | 1206      |                          | Isländisches Hochland   |      |
| Bláfell                               | 1204      |                          | Isländisches Hochland   |      |
| Blámannshattur                        | 1201      | Skessuhryggur            | Nordisland              |      |
| Ok                                    | 1198      |                          | Isländisches Hochland   |      |
| Torfajökull                           | 1190      |                          | Isländisches Hochland   |      |
| Hlöðufell                             | 1188      |                          | Isländisches Hochland   |      |
| Krákur                                | 1188      |                          | Isländisches Hochland   |      |
| Askja                                 | 1180      | Dyngjufjöll              | Isländisches Hochland   |      |
| Kollóttadyngja                        | 1180      | Dyngjufjöll              | Isländisches Hochland   |      |
| Kaldbakur, Eyjafjörður                | 1167      |                          | Nordisland              |      |
| Svínahnjúkur                          | 1167      | Þerna                    |                         |      |
| Hafrafell (Kaldidalur)                | 1164      | Langjökull               | Isländisches Hochland   |      |
| Láufafell                             | 1164      |                          | Isländisches Hochland   |      |
| Sunnutindur                           | 1151      | Þrándarjökull            | Südostisland            |      |
| Mælifellshnjúkur                      | 1147      |                          | Nordisland              |      |
| Súlur                                 | 1144      | Kerling                  | Nordisland              |      |
| Jökulhæð                              | 1141      |                          | Ostisland               |      |
| Arnarfell hið mikla                   | 1137      |                          | Isländisches Hochland   |      |
| Dyrfjöll                              | 1136      |                          | Ostisland               |      |
| Kristínartindar                       | 1126      | Skaftafellsjökull        | Südisland               |      |
| Kistufell, Breiðdalsheiði             | 1116      | Breiðdalsvulkan          | Ostisland               |      |
| Þverátindur                           | 1113      | Skaftafellsjökull        | Südisland               |      |
| Lambafell                             | 1097      |                          | Ostisland               |      |
| Syðsta Súla                           | 1095      | Botnssúlur               | Westisland              |      |
| Sveinstindur                          | 1090      | Fögrufjöll               | Isländisches Hochland   |      |
| Innra-Hólafjall                       | 1088      |                          | Ostisland               |      |
| Jörundarfell                          | 1088      | Vatnsdalsfjall           | Nordisland              |      |
| Upptyppingar                          | 1084      | Kverkfjöll               | Isländisches Hochland   |      |
| Þúfutindur                            | 1081      |                          | Ostisland               |      |
| Löðmundur                             | 1079      |                          | Isländisches Hochland   |      |
| Syðra-Hádegisfell                     | 1076      |                          | Westisland              |      |
| Rauðkollur                            | 1075      |                          | Tröllaskagi, Nordisland |      |
| Vörðutindur                           | 1075      | Heinabergsfjöll          | Südostisland            |      |
| Seldalsfjall                          | 1071      | Þjófadalafjöll           | Isländisches Hochland   |      |
| Rauðkollur                            | 1071      | Þjófadalafjöll           | Isländisches Hochland   |      |
| Búlandstindur                         | 1069      |                          | Ostisland               |      |
| Miðtindur                             | 1063      | Ljósufjöll               | Snæfellsnes             |      |
| Skjaldbreiður                         | 1060      | Hrafnabjörg              | Isländisches Hochland   |      |
| Skarðsheiði                           | 1054      |                          | Westisland              |      |
| Hreppsendasúlur                       | 1052      |                          | Nordisland              |      |
| Högnhöfði                             | 1030      |                          | Isländisches Hochland   |      |
| Sauðdalsfell                          | 1025      |                          | Ostisland               |      |
| Kambfell                              | 1012      |                          | Ostisland               |      |
| Kjalfell                              | 1008      |                          | Isländisches Hochland   |      |
| Tröllakirkja                          | 1001      |                          | Isländisches Hochland   |      |
| Kaldbakur, Arnarfjörður               | 998       | Tjaldanesvulkan          | Westfjorde              |      |
| Víðidalsfjall                         | 993       |                          | Nordisland              |      |
| Stóra-Björnsfell                      | 989       |                          | Isländisches Hochland   |      |
| Tindastóll                            | 989       |                          | Nordisland              |      |
| Sellandafjall, Mývatn                 | 988       |                          | Nordisland              |      |
| Kaldnasi, Helgrindurmassiv            | 988       | Helgrindur               | Snæfellsnes             |      |
| Hólmatindur                           | 985       |                          | Ostisland               |      |
| Strútur                               | 968       |                          | Isländisches Hochland   |      |
| Stöng                                 | 965       | Breiðdalsvulkan          | Südostisland            |      |
| Stóra-Björnsfell                      | 964       |                          | Isländisches Hochland   |      |
| Skessuhorn                            | 963       | Skarðsheiði              | Westisland              |      |
| Tröllhetta                            | 943       | Jarlhettur               | Isländisches Hochland   |      |
| Stóra-Jarlhetta                       | 943       | Jarlhettur               | Isländisches Hochland   |      |
| Bláhnúkur                             | 943       | Torfajökull              | Isländisches Hochland   |      |
| Ketildyngja                           | 939       | Fremri-Námur             | Isländisches Hochland   |      |
| Tröllakirkja (Mýrasýsla)              | 939       |                          | Westisland              |      |
| Strútur                               | 937       |                          | Westisland              |      |
| Baula                                 | 936       |                          | Westisland              |      |
| Vatnsdalsfjall                        | 923       |                          | Nordisland              |      |
| Flögutindur                           | 918       | Breiðdalsvulkan          | Ostisland               |      |
| Esja, Südwestisland                   | 914       |                          | Südwestisland           |      |
| Litla-Björnsfell                      | 914       |                          | Isländisches Hochland   |      |
| Hátindur                              | 909       | Esjamassiv               | Südwestisland           |      |
| Kollamúli, Múlakollur, Kjarrdalsheiði | 906       |                          | Lónsöræfi, Ostisland    |      |
| Þrælsfjall                            | 906       | Vatnsnesfjall            | Nordisland              |      |
| Skriða                                | 901       |                          | Isländisches Hochland   |      |
| Snæfell (Kálfafellsdalur)             | 901       | Vatnajökull              | Südostisland            |      |
| Fanntofell                            | 901       | Ok                       | Isländisches Hochland   |      |
| Geirhnúkur                            | 898       |                          | Westisland              |      |
| Klifatindur                           | 888       | Vestrahorn               | Ostisland               |      |
| Brennisteinsalda                      | 881       | Torfajökull              | Isländisches Hochland   |      |
| Dór                                   | 876       |                          | Isländisches Hochland   |      |
| Skúmhöttur                            | 868       |                          | Ostisland               |      |
| Hestskarðshnjúkur                     | 855       |                          | Nordisland              |      |
| Hrottleifsborg                        | 851       | Drangajökull             | Westfjorde              |      |
| Kerhólakambur                         | 851       | Esja                     | Südwestisland           |      |
| Hrútaborg                             | 879       | Kolbeinsstaðafjall       | Westisland              |      |
| Lambatindur                           | 854       |                          | Westfjorde              |      |
| Hvalfell                              | 852       |                          | Westisland              |      |
| Hafnarfjall                           | 844       | Skarðsheiði              | Westisland              |      |
| Þóristindur                           | 826       |                          | Isländisches Hochland   |      |
| Rjúpnafell, Þórsmörk                  | 824       |                          | Südisland               |      |
| Kálfstindar                           | 824       |                          | Südwestisland           |      |
| Krafla                                | 818       |                          | Nordisland              |      |
| Móskarðahnnúkar                       | 807       | Esja                     | Südwestisland           |      |
| Hengill                               | 805       | Hengill                  | Südwestisland           |      |
| Skeggi                                | 805       | Hengill                  | Südwestisland           |      |
| Búrfell í Þingvallasveit              | 783       |                          | Südwestisland           |      |
| Kvígindisfell                         | 783       |                          | Isländisches Hochland   |      |
| Kaldbakur, Strandir                   | 776       |                          | Strandir, Westfjorde    |      |
| Hvítserkur (Berg)                     | 774       |                          | Ostisland               |      |
| Skálafell                             | 771       |                          | Südwestisland           |      |
| Hlíðarfjall, Mývatn                   | 771       | Krafla                   | Nordisland              |      |
| Rjúpnafell                            | 771       | Brimnesfjall             | Ostisland               |      |
| Ármannsfell                           | 766       |                          | Isländisches Hochland   |      |
| Hrafnabjörg                           | 763       |                          | Südwestisland           |      |
| Vestrahorn                            | 757       | Klifatindur              | Ostisland               |      |
| Eystrahorn                            | 756       | Krossanesfjall           | Ostisland               |      |
| Bálkur                                | 731       | Staðarfjall              | Ostisland               |      |
| Tjaldanesfell                         | 719       | Tjaldanesvulkan          | Westfjorde              |      |
| Illikambur, Kjarrdalsheiði            | 722       |                          | Lónsöræfi, Ostisland    |      |
| Valahnúkar                            | 721       |                          | Isländisches Hochland   |      |
| Gunnólfsvíkurfjall                    | 719       | Kaldakinn                | Nordisland              |      |
| Krossanesfjall                        | 716       |                          | Ostisland               |      |
| Ernir, Bolungarvík                    | 696       |                          | Westfjorde              |      |
| Lómagnúpur                            | 694       |                          | Südisland               |      |
| Kolbeinsstaðafjall                    | 675       | Kolbeinsstaðafjall       | Westisland              |      |
| Búrfell, Þjórsá                       | 669       |                          | Südisland               |      |
| Þríhyrningur                          | 667       |                          | Südisland               |      |
| Ketillaugarfjall                      | 668       |                          | Südisland               |      |
| Vífilsfell                            | 655       | Bláfjöll                 | Südwestisland           |      |
| Einhyrningur, Fljótshlíð              | 651       |                          | Südisland               |      |
| Brekkukambur                          | 646       |                          | Westisland              |      |
| Spákonafell(sborg)                    | 646       |                          | Nordisland              |      |
| Klofningsfjall                        | 645       |                          | Westisland              |      |
| Fagraskógarfjall                      | 644       |                          | Westisland              |      |
| Ernir, Skutulsfjörður                 | 628       |                          | Westfjorde              |      |
| Vaðalfjöll                            | 609       |                          | Westfjorde              |      |
| Stóra-Kóngsfell                       | 602       |                          | Südwestisland           |      |
| Efstadalsfjall                        | 627       |                          | Südisland               |      |
| Leirhnjúkur                           | 592       | Krafla                   | Nordisland              |      |
| Hafursey                              | 582       |                          | Südisland               |      |
| Bjarnarhafnarfjall                    | 575       |                          | Westisland              |      |
| Skálafell                             | 574       |                          | Südwestisland           |      |
| Þórólfsfell                           | 574       |                          | Südisland               |      |
| Akrafjall                             | 572       |                          | Westisland              |      |
| Seljafell                             | 571       |                          | Snæfellsnes             |      |
| Þeistareykjabunga                     | 564       | Þeistareykir             | Isländisches Hochland   |      |
| Hrómundartindur                       | 561       |                          | Südwestisland           |      |
| Ingólfsfjall                          | 551       |                          | Südisland               |      |
| Stóra-Reykjafell                      | 540       |                          | Südwestisland           |      |
| Búrfell, Grímsnes og Grafningur       | 536       |                          | Südisland               |      |
| Vindbelgjarfjall                      | 528       | Krafla                   | Nordisland              |      |
| Kaldbakshorn                          | 525       | Balafjöll                | Westfjorde              |      |
| Drápuhlíðarfjall                      | 527       | Ljósufjöll               | Snæfellsnes             |      |
| Stóri-Meitill                         | 514       |                          | Südwestisland           |      |
| Geitafell                             | 509       |                          | Südisland               |      |
| Hatta                                 | 504       |                          | Südisland               |      |
| Grímsstaðamúli                        | 495       |                          | Westisland              |      |
| Grímannsfell                          | 482       |                          | Südwestisland           |      |
| Hagafjall                             | 470       |                          | Südisland               |      |
| Valahnúkur, Þórsmörk                  | 466       |                          | Südisland               |      |
| Kirkjufell                            | 463       |                          | Snæfellsnes             |      |
| Hverfjall, auch Hverfell              | 452       | Krafla                   | Nordisland              |      |
| Látrabjarg                            | 441       |                          | Westfjorde              |      |
| Tunga (Berg)                          | 437       |                          | Isländisches Hochland   |      |
| Námafjall, Mývatn                     | 432       | Krafla                   | Nordisland              |      |
| Húsavíkurfjall                        | 417       |                          | Nordostisland           |      |
| Stapatindur                           | 397       | Sveifluháls              | Südwestisland           |      |
| Vörðufell, Südisland                  | 392       |                          | Südisland               |      |
| Þyrill                                | 388       |                          | Westisland              |      |
| Keilir                                | 379       |                          | Südwestisland           |      |
| Trölladyngja (Reykjanesskagi)         | 375       | Brennisteinsfjöll        | Südwestisland           |      |
| Varmalækjarmúli                       | 357       |                          | Westisland              |      |
| Helgafell ofan Hafnarfjarðar          | 338       |                          | Südwestisland           |      |
| Hestfjall                             | 317       |                          | Südisland               |      |
| Reykjaneshyrna                        | 317       |                          | Westfjorde              |      |
| Litli-Hrútur                          | 312       |                          | Südwesten               |      |
| Tindafjall                            | 295       |                          | Isländisches Hochland   |      |
| Úlfarsfell                            | 295       |                          | Südwestisland           |      |
| Húsfell                               | 268       |                          | Südwestisland           |      |
| Hallarmúli                            | 260       |                          | Westisland              |      |
| Miðfell í Hreppum                     | 251       |                          | Südisland               |      |
| Arnarfell við Þingvallavatn           | 239       |                          | Südwestisland           |      |
| Hjörleifshöfði                        | 231       |                          | Südisland               |      |
| Helgafell (Heimaey)                   | 227       |                          | Südisland               |      |
| Hestfjall í Borgarfirði               | 221       |                          | Westisland              |      |
| Rauðhólar (Jökulsárgljúfur)           | 220       |                          | Nordostisland           |      |
| Helgafell í Mosfellssveit             | 215       |                          | Südwestisland           |      |
| Seyðishóll                            | 214       | Seyðishólar              | Südisland               |      |
| Festarfjall                           | 201       |                          | Südwestisland           |      |
| Eldfell, Heimaey                      | 200       | Heimaey                  | Südisland               |      |
| Búrfell upp af Hafnarfirði            | 180       |                          | Südwestisland           |      |
| Sýrfell                               | 95        |                          | Südwestisland           |      |
| Helgafell (Helgafellssveit)           | 73        |                          | Westisland              |      |
| Gunnuhver                             | 40        |                          | Südwestisland           |      |